# Johannes Avetaranian
Johannes Avetaranian, né Mehmet Şükri à Erzurum dans l'Empire ottoman le 30 juin 1861 et mort à Wiesbaden en Allemagne, le 11 décembre 1919, est un mollah turc puis missionnaire protestant qui traduit le Nouveau Testament en ouïghour.
Il serait sayyid, c'est-à-dire un descendant direct de Mahomet par lignée patrilinéaire, selon son autobiographie.

## Biographie
Avetaranian naît à Erzurum en 1861 au sein d'une famille musulmane. Sa mère est sourde, aveugle et muette, et elle meurt quand Avetaranian n'a que deux ans. Son père est quant à lui un derviche. Selon son autobiographie, il aurait été autorisé à porter le turban vert reservé aux sayyids par un mollah après que sa tante lui a montré la généalogie de leur famille,. Il semble avoir bénéficié d'une éducation assez bonne lui permettant de parler plusieurs langues, à part le turc, d'autres langues turciques et l'arabe, il parle aussi l'allemand, l'anglais et possiblement le français et le suédois.
Avetaranian devient un mollah dans l'Empire ottoman mais se tourne progressivement vers le christianisme après avoir lu les Évangiles, il est très choqué par l'exécution par noyade de douze étudiants turcs convertis au christianisme dans les années 1880 à Constantinople. Il entre alors en contact avec le pasteur Amirkhaniantz et certains prêtres de l'Église apostolique arménienne et prend le nom arménien de Johannes (Jean) Avetaranian (Avetaran signifie « Évangile ») et est baptisé soit à Tiflis, dans l'Empire russe, le 28 février 1885, soit à Tabriz, en Iran,,.
Avetaranian devient par la suite missionnaire pour une mission protestante suédoise dans le Xinjiang méridional. Il traduit le Nouveau Testament en ouïghour,,. Il est la première personne de la Mission Union of Sweden à séjourner à Kachgar (en 1892). Il quitte Kachgar en 1897, pensant qu'il reviendrait bientôt, mais cela ne se concrétise pas. Avetaranian est important dans la connaissance du ouïghour et figure comme l'un des pionniers de l'étude de cette langue. Sa connaissance du turc lui permet d'être un bon traducteur des textes religieux chrétiens à la fois en turc et dans d'autres langues turciques, contrairement à ses collègues missionnaires, qui pour la plupart ne maîtrisent que le grec et l'hébreu. Johannes traduit aussi quelques livres en ouïghour de l'Ancien Testament, comme Job, la Genèse, les Psaumes et Le Voyage du pèlerin, un conte allégorique de John Bunyan qu'il traduit en turc.
Au lieu de cela, il travaille avec la Mission orientale allemande (DOM) en Bulgarie, où il lance un journal chrétien, Gunesh, en turc. Ce journal est diffusé dans l'Empire ottoman à partir de la Bulgarie. Gösta Raquette vient à Philipopolis, aujourd'hui Plovdiv, en Bulgarie, où il travaille avec Avetaranian sur la révision de la traduction de la Bible.
Il meurt à Wiesbaden en Allemagne, le 11 décembre 1919.